# Índice de entropía generalizada

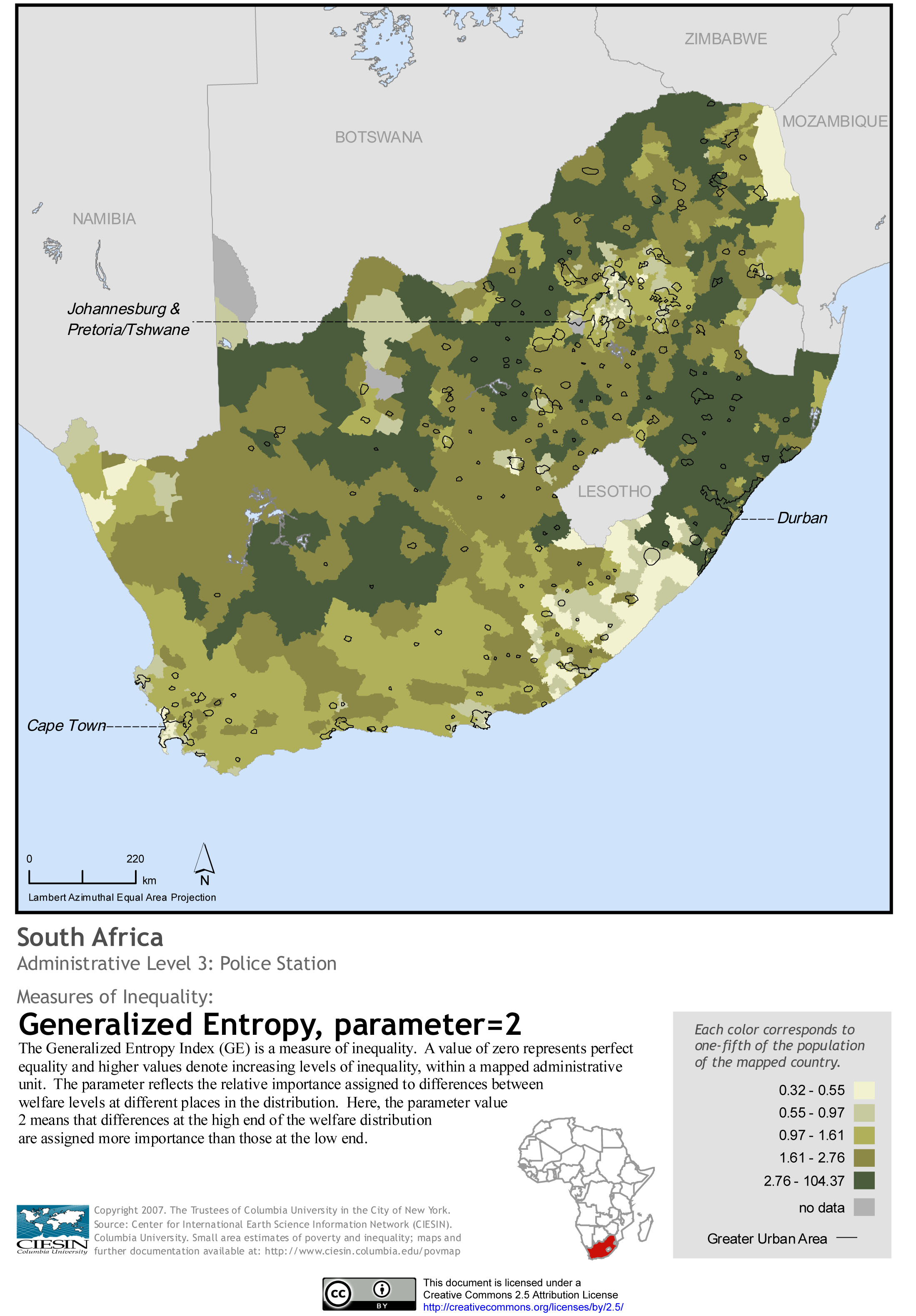
Desigualdad en Sudáfrica: Medida de entropía generalizada

El índice de entropía generalizada se ha propuesto como medida de la desigualdad de ingresos en una población. Se deriva de la teoría de la información como medida de redundancia en los datos. En la teoría de la información, una medida de redundancia puede interpretarse como no aleatoriedad o compresión de datos; por tanto, esta interpretación también se aplica a este índice. Además, también se ha propuesto interpretar la biodiversidad como entropía, lo que ha llevado a utilizar la entropía generalizada para cuantificar la biodiversidad.

## Fórmula
La fórmula de la entropía general para valores reales de {\displaystyle \alpha } es:
{\displaystyle GE(\alpha )={\begin{cases}{\frac {1}{N\alpha (\alpha -1)}}\sum _{i=1}^{N}\left[\left({\frac {y_{i}}{\overline {y}}}\right)^{\alpha }-1\right],&\alpha \neq 0,1,\\{\frac {1}{N}}\sum _{i=1}^{N}{\frac {y_{i}}{\overline {y}}}\ln {\frac {y_{i}}{\overline {y}}},&\alpha =1,\\-{\frac {1}{N}}\sum _{i=1}^{N}\ln {\frac {y_{i}}{\overline {y}}},&\alpha =0.\end{cases}}}
Donde N es el número de casos (por ejemplo, hogares o familias), {\displaystyle y_{i}} es la renta del caso i y {\displaystyle \alpha } es un parámetro que regula el peso dado a las distancias entre las rentas en las distintas partes de la distribución de la renta. Para grandes {\displaystyle \alpha } el índice es especialmente sensible a la existencia de grandes rentas, mientras que para las pequeñas {\displaystyle \alpha } el índice es especialmente sensible a la existencia de pequeñas rentas.
Un índice de Atkinson para cualquier parámetro de aversión a la desigualdad puede derivarse de un índice de entropía generalizado bajo la restricción de que {\displaystyle \epsilon =1-\alpha } - es decir, un índice Atkinson con alta aversión a la desigualdad se deriva de un índice GE con pequeña {\displaystyle \alpha }. Además, es la única clase de medidas de desigualdad que es una transformación monótona del índice de Atkinson y que es descomponible aditivamente. Muchos índices populares, incluido el índice de Gini, no satisfacen la descomponibilidad aditiva.
La fórmula para derivar un índice de Atkinson con parámetro de aversión a la desigualdad {\displaystyle \epsilon } bajo la restricción {\displaystyle \epsilon =1-\alpha } viene dado por:
{\displaystyle A=1-[\epsilon (\epsilon -1)GE+1]^{(1/(1-\epsilon ))}\qquad \epsilon \neq 1}{\displaystyle A=1-e^{-GE}\qquad \epsilon =1}

Obsérvese que el índice de entropía generalizado tiene varias métricas de desigualdad de ingresos como casos especiales. Por ejemplo, GE(0) es la desviación logarítmica media, GE(1) es el índice de Theil y GE(2) es la mitad del coeficiente de variación al cuadrado.